# Miguel Pate
Miguel Pate, född den 13 juni 1979, är en amerikansk friidrottare som tävlar i längdhopp.
Pates genombrott kom när han deltog vid VM i Edmonton 2001 och slutade på en fjärde plats med ett hopp på 8,21. Han blev även segrare i Universiaden 2001.
Under 2003 blev han bronsmedaljör vid inomhus-VM 2003 efter att ha hoppat 8,21 meter. Nästa större mästerskap som han deltog vid var VM i Helsingfors 2005 där han emellertid blev utslagen redan i kvalet.
Vid VM 2007 i Osaka blev han finalist och slutade på en tionde plats, 7,94 meter. Han deltog även vid Olympiska sommarspelen 2008 men blev utslagen redan i kvalet.

## Personligt rekord
- Längdhopp - 8,49 (inomhus har han hoppat 8,59)